# Alan Pardew
Alan Pardew (Wimbledon, 18 de julho de 1961) é um técnico e ex-futebolista inglês que atuava como meio-campista. Atualmente comanda o Aris FC.
Chegou às finais da Copa da Inglaterra três vezes: duas como técnico e uma como jogador. Em 2011–12, foi eleito o melhor técnico da temporada pela Premier League e pela League Managers Association.